# Tepotzotlán (município)
Tepotzotlán pertence à Região Cuautitlán Izcalli, é um dos municípios localizados ao norte do Estado de México, no México. A sua cabecera municipal e sede do governo é Tepotzotlán.

## Política y Gobierno
| Prefeito                     | Periodo   |
| ---------------------------- | --------- |
| Abel Gabriel Villegas Fálcón | 2000-2003 |
| Ángel Zuppa Nuñez            | 2003-2006 |
| Marcos Márquez Mecado        | 2006-2009 |
| Everardo Pedro Vargas Reyes  | 2009-2012 |
| Juan José Mendoza Zuppa      | 2012-2015 |
| Ángel Zuppa Núñez            | 2015-2018 |